# Кім Чон Ман (футболіст, 1960-х років)
Кім Чон Ман (кор. 김정만, 1961 або 1962 року народження) — північнокорейський футболіст, що грав на позиції півзахисника. Відомий за виступами в клубі «Амноккан», та збірній Корейської Народно-Демократичної Республіки.

## Кар'єра футболіста
Кім Чон Ман всю кар'єру гравця провів у складі клубу «Амноккан». У збірній КНДР дебютував у 1980 році, у складі команди брав участь у фінальному турнірі Кубка Азії 1980 року, а також на футбольних турнірах Азійських ігор 1982 та 1990 років. У складі збірної грав до 1990 року, та зіграв у її складі щонайменше 11 матчів.